# Megaselia horsfieldi
Megaselia horsfieldi är en tvåvingeart som beskrevs av Ronald Henry Lambert Disney 1986. Megaselia horsfieldi ingår i släktet Megaselia och familjen puckelflugor. Inga underarter finns listade i Catalogue of Life.